# Næs (boplads)
 For alternative betydninger, se Næs. (Se også artikler, som begynder med Næs)
Næs, en boplads fra vikingetiden, ligger i bunden af Avnø Fjord, ca. syv kilometer nordvest for Vordingborg tæt på sommerhusområdet Næs Strand. 
På en langstrakt bakke, et næs, fandt Sydsjællands Museum i af 1990'erne spor efter en stor boplads fra vikingetiden. Bopladsen havde en gård (et langhus) med udhuse, og den var i sin opbygning og struktur meget anderledes end normale bopladser. Der blev fundet sammenlagt 70 grubehus og mange brønde, hvilket er blevet tolket som, at det ikke var en almindelig gård.
Undersøgelserne viste, at der på stedet har foregået en storstillet hørproduktion og tekstilfabrikation. Grubehusene var vævehytter og brøndene hørrådningsbrønde.
Pladsen tolkes som en lille specialiseret handelsplads. Placeringen i bunden af en fjord med vanskelige besejlingsforhold var typisk for tidens bopladser.
Området ligger under en mark, da det ikke er fredet, og der er derfor ikke offentlig adgang.